# Kamberk
Kamberk (eerder: Zlaté Hory - Duits: Kamberg of Karrenberg) is een Tsjechische gemeente in de regio Midden-Bohemen en maakt deel uit van het district Benešov. Het dorp ligt op 14 kilometer afstand van Vlašim.
Kamberk telt 168 inwoners (2024).

## Geografie
De gemeente bestaat uit de volgende plaatsen: 
- Kamberk;

- Hrajovice;
- Předbořice.

Tussen 1850 en 1899 maakte Lhýšov ook deel uit van Kamberk. Dat dorp is thans onderdeel van de gemeente Šebířov in het district Tábor.
Kamberk ligt in een heuvelachtige, beboste omgeving, vlak bij de grens met Zuid-Bohemen. Door het dorp stroomt de rivier de Blanice en bij het dorp zijn twee vijvers te vinden, de Podhorník en Kalač. Ten zuidoosten van het dorp ligt het beschermde natuurgebied Hadce u Hrnčíř.

## Geschiedenis
De eerste schriftelijke vermelding van het dorp dateert van 1282. Kamberk werd waarschijnlijk in de tweede helft van de 13e eeuw gesticht, als nederzetting voor mijnwerkers van de toenmalige goudmijnen. De eerste eigenaar van Kamberk was Sezima z Landštejn, die Kamberk van 1261 tot 1293 in bezit had. Tussen 1396 en 1397 was het dorp eigendom van Jan Rotlev, een mijnbouwondernemer, koninklijk muntmeester en burgemeester van Praag.
Tijdens de late middeleeuwen wisselden de eigenaren van Kamberk geregeld. Een van de belangrijkste was Albrecht Rendl van Úšava, die in 1512 het recht verwierf om jaarmarkten in het dorp te houden. Vanaf 1628 werden de Heren van Schwenda eigenaar van Kamberk en vanaf 1700 de Heren van Künburg.
Van 1949 tot 1991 heette het dorp Zlaté Hory. Sinds 1949 maakt Kamberk deel uit van het district Benešov.

### Wapen
Het wapen van Kamberk bestaat uit een gouden zesspakig wiel op een rood schild met een gouden rand. 

## Voorzieningen
De inwoners zijn sterk afhankelijk van de lokale landbouw. Verder zijn er kleine ambachtelijke bedrijven, een supermarkt, café, bibliotheek, kerk en begraafplaats in het dorp. Het gemeentehuis biedt tevens onderdak aan een postkantoor. Qua sportfaciliteiten beschikt Kamberg over een voetbalveld. Van 1886 tot en met 1976 was er tevens een school in het dorp. Het voormalige schoolgebouw staat er nog en is thans in gebruik als museum van oude voorwerpen.

## Verkeer en vervoer

### Autowegen
Regionale weg II/125 loopt door de gemeente en verbindt Kamberk met Kolín, Vlašim en Mladá Vožice. 

### Spoorlijnen
Er is geen station in de (buurt van de) gemeente.

### Buslijnen
Er zijn twee bushaltes in de gemeente:
| Halte               | Lijn        | Traject                                                         | Vervoerder                           |
| ------------------- | ----------- | --------------------------------------------------------------- | ------------------------------------ |
| Kamberk, Kamberk    | 453 455 750 | Tábor - Vlašim Tábor - Benešov Kamberk - Louňovice pod Blaníkem | COMETT PLUS CŠAD Benešov             |
| Kamberk, Předbořice | 453 455 750 | Tábor - Vlašim Tábor - Benešov Kamberk - Louňovice pod Blaníkem | COMETT PLUS COMETT PLUS CŠAD Benešov |

### Fietsroutes
Fietsroute 1177 Tábor - Mladá Vožice - Louňovice pod Blaníkem loopt door het dorp.

### Wandelroutes
De volgende wandelroutes beginnen/eindigen of lopen door het dorp:
- Rood: Benešov - Louňovice pod Blaníkem - Mladá Vožice;
- Groen: Odlochovice - Roudný - Kamberk.

## Bekende inwoners
- Lubomír Kostelka (1927–2018), een Tsjechisch acteur

## Bezienswaardigheden

### Sint-Martinuskerk
De Sint-Martinuskerk werd voor het eerst gedocumenteerd in 1352. In 1720 stond in de plaatselijke kroniek dat de kerk was afgebrand. Op de plaats van de afgebrande kerk verrees een eenbeukige kerk, die thans nog steeds in gebruik is.

### Voormalig fort
In het midden van de 13e eeuw werd door de Heren van Landštejn een fort gesticht. Ergens in de 15e eeuw werd het fort verwoest, gerestaureerd en ten slotte in 1785 omgebouwd tot pastorie. Overblijfselen van de forttijd zijn nog te zien in de achterste vleugel van het gebouw.

### Overige bezienswaardigheden
- Sint-Annakapel op de begraafplaats;

- Museum van oude voorwerpen in het voormalige schoolgebouw;

- Laan met honderd jaar oude lindebomen, in 1910 geplant door lerares Růžena Zachařová en haar leerlingen.

## Galerij

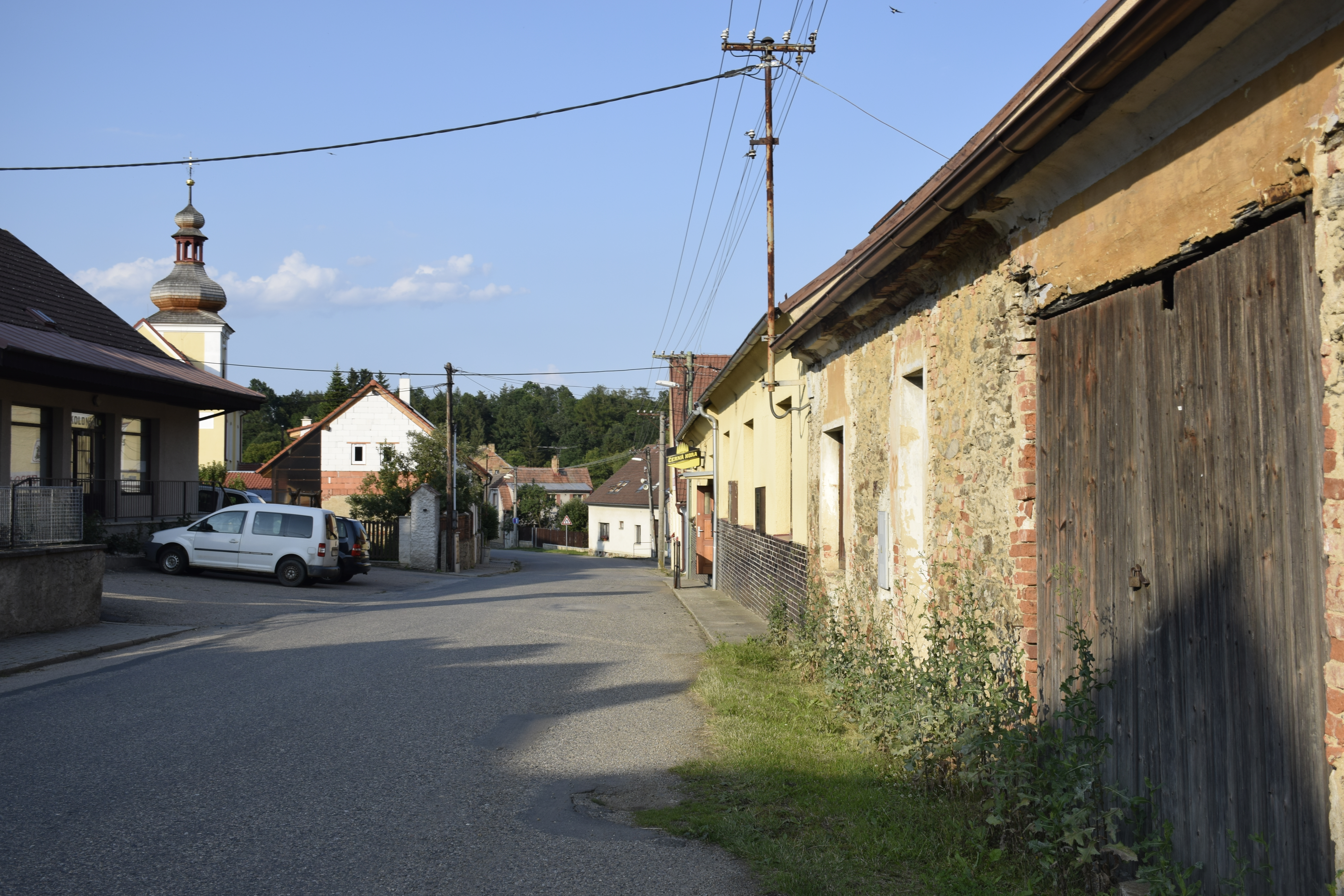
Straat in het dorp (2019)
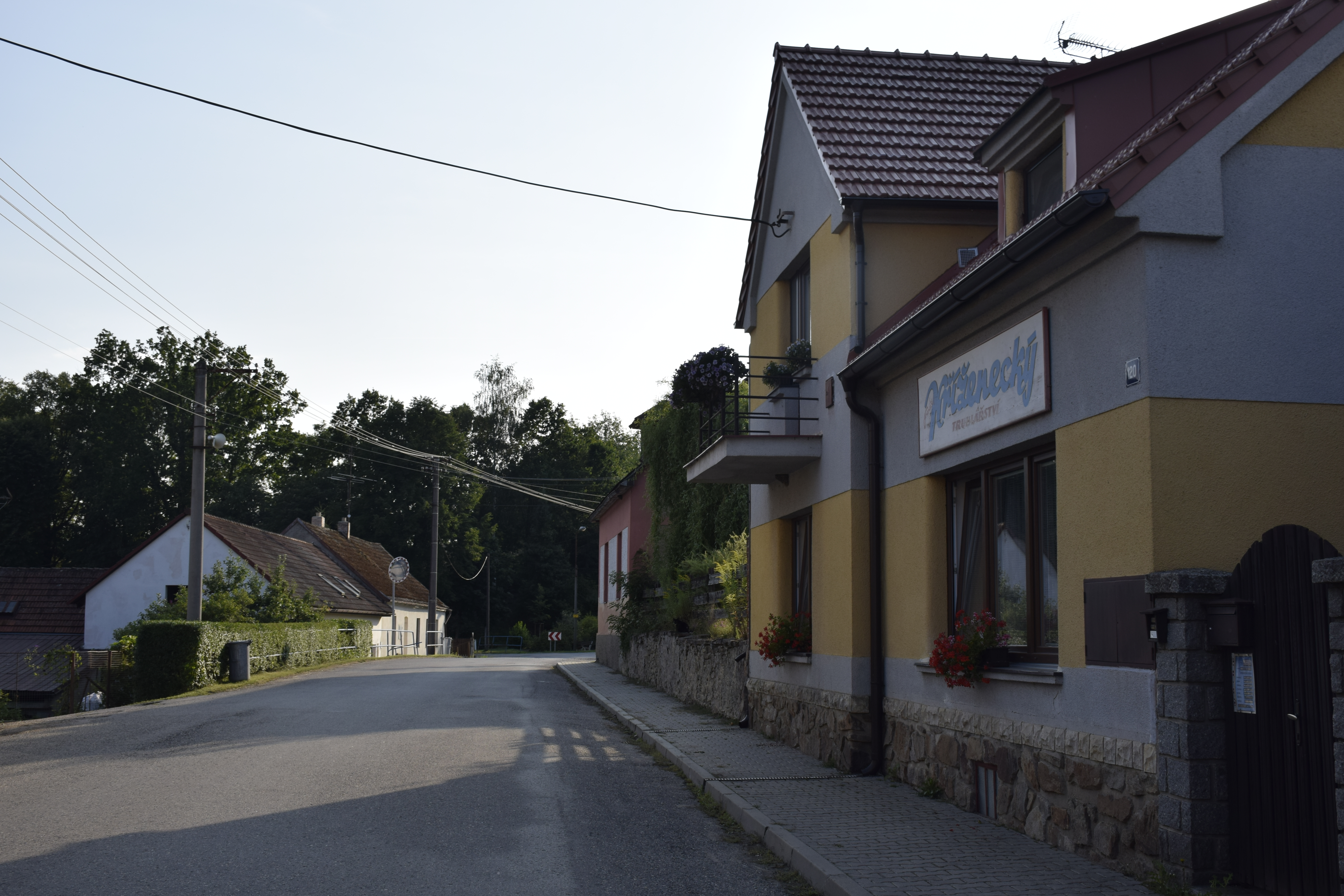
Winkel in het dorp (2019)
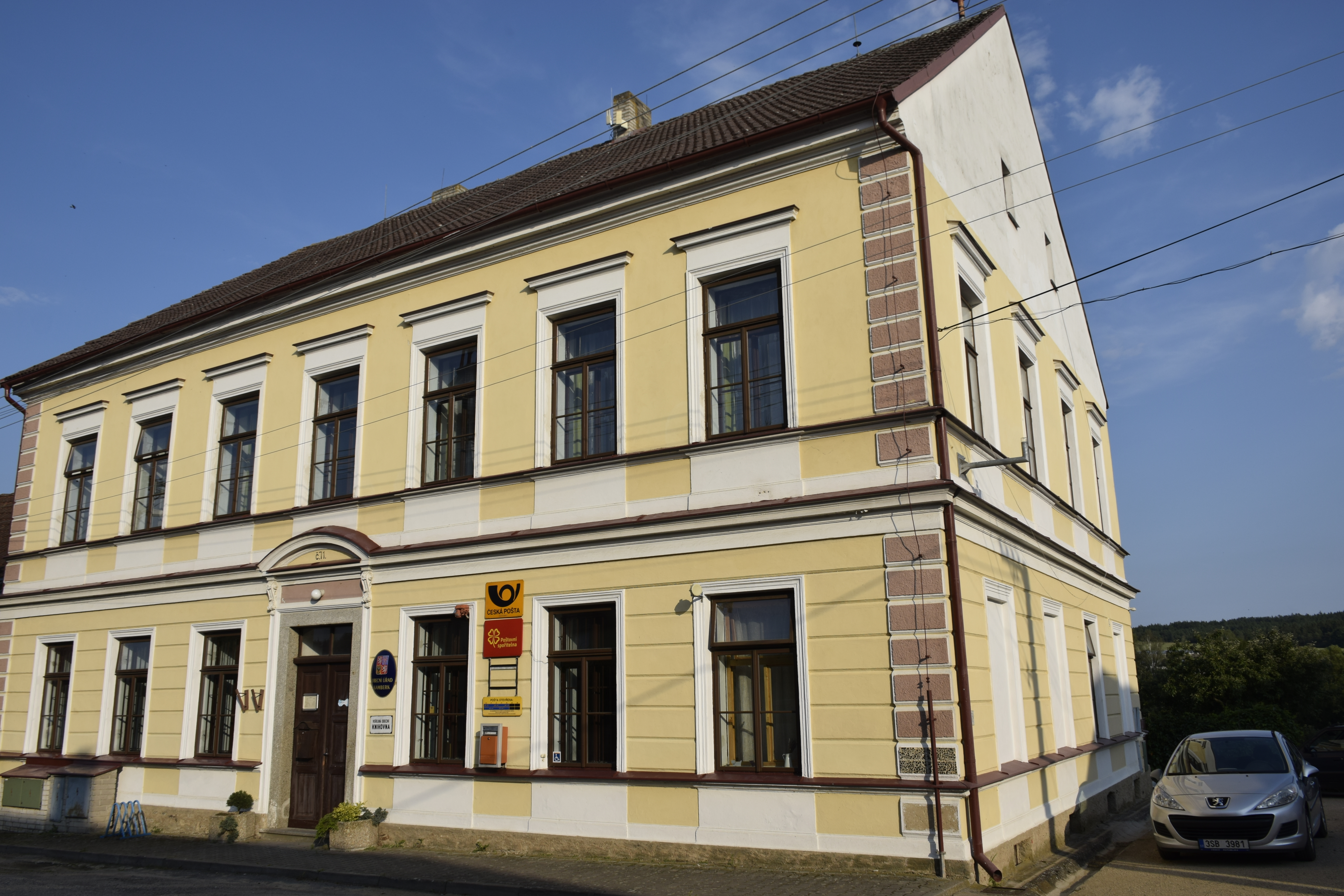
Gemeentehuis annex postkantoor (2019)
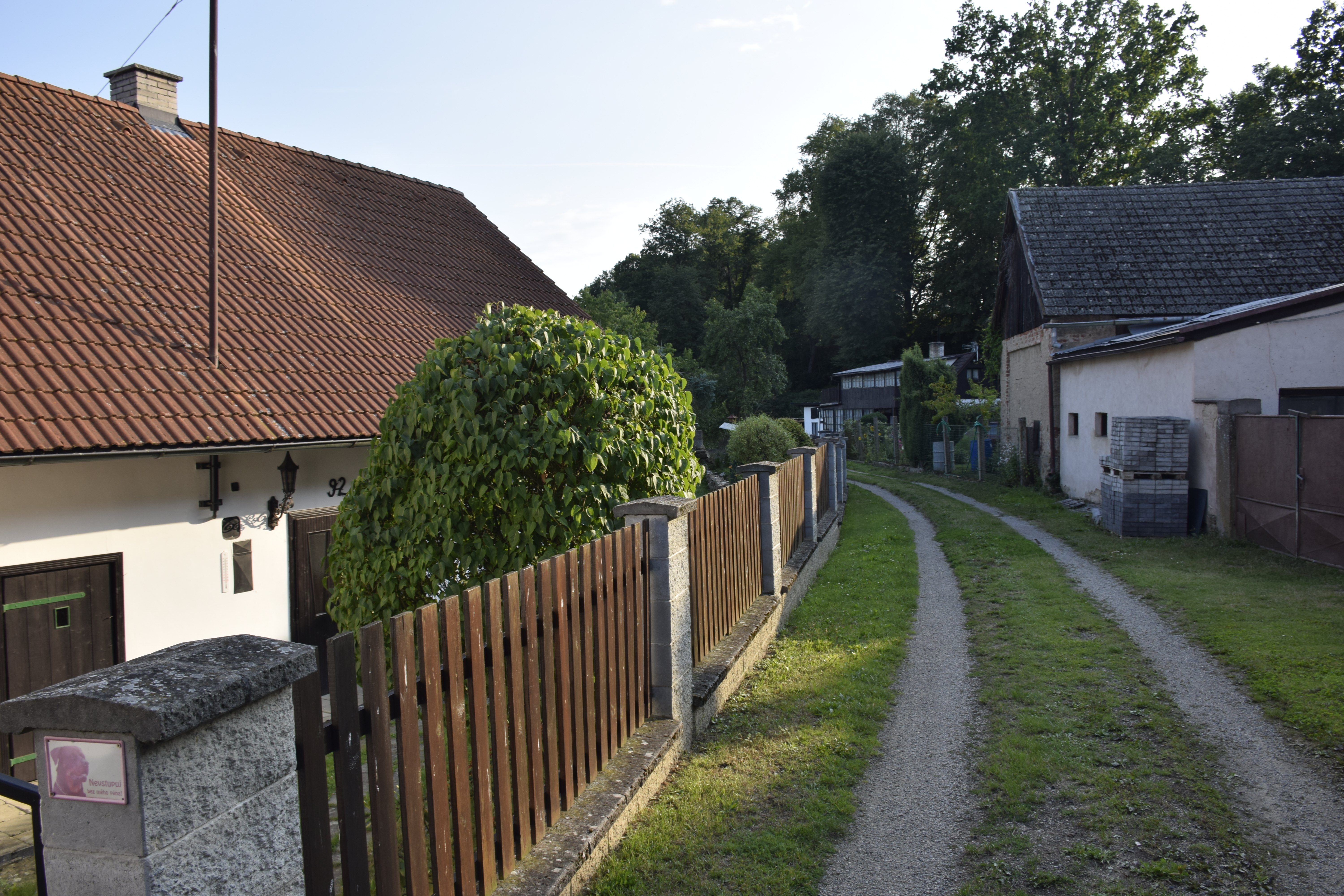
Pad in het dorp (2019)
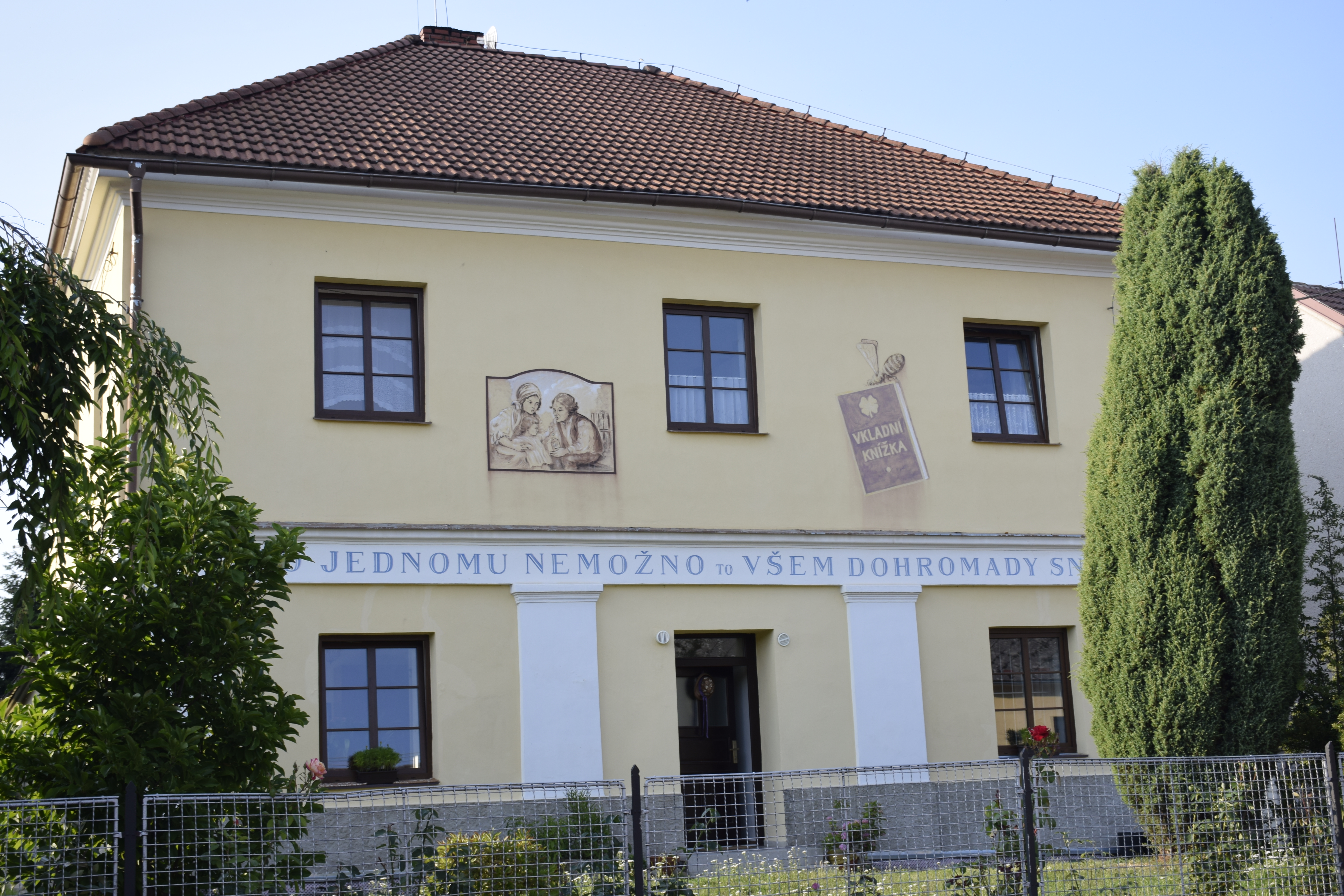
Museum van oude voorwerpen (2019)
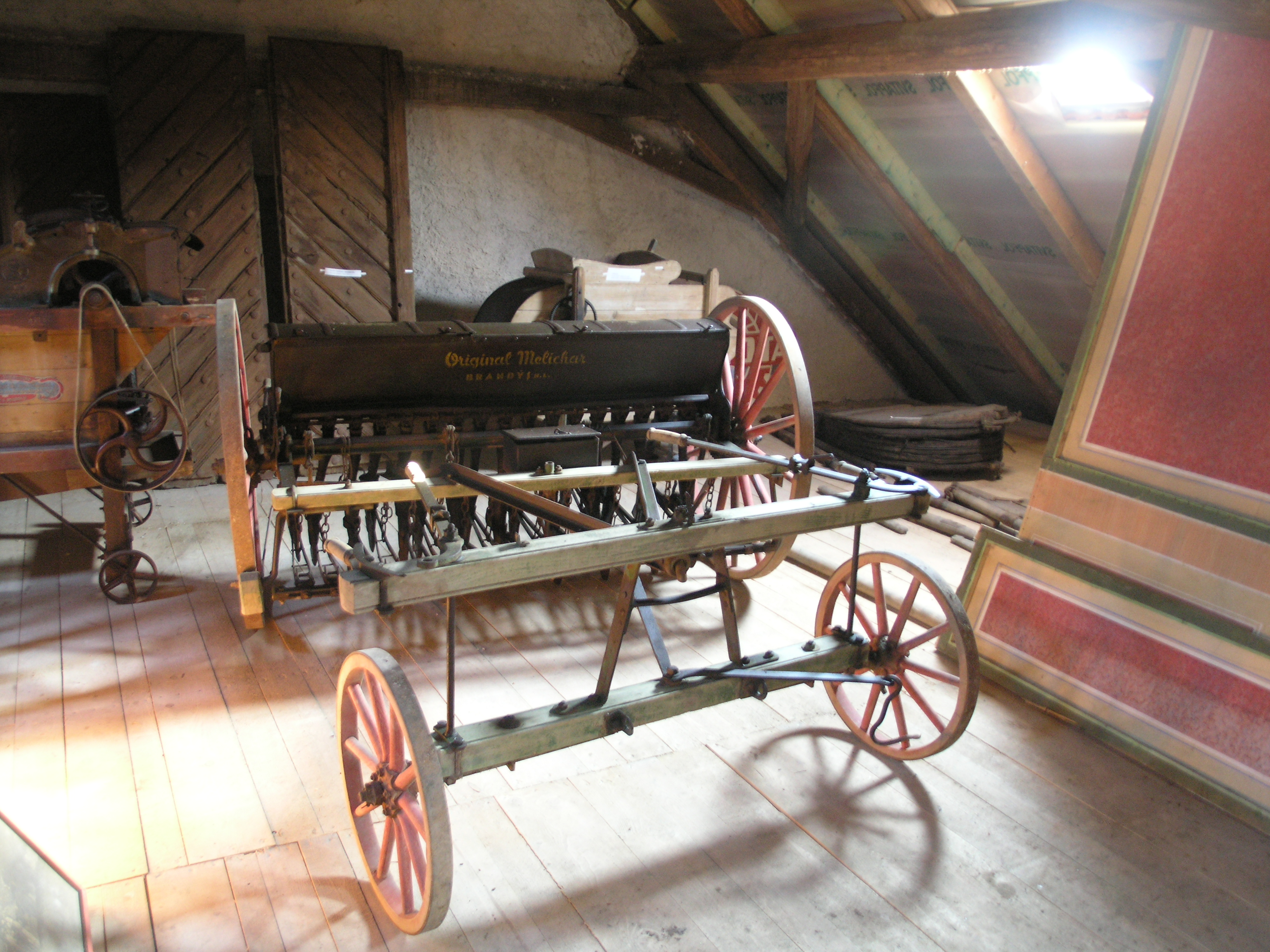
In het museum (2007)
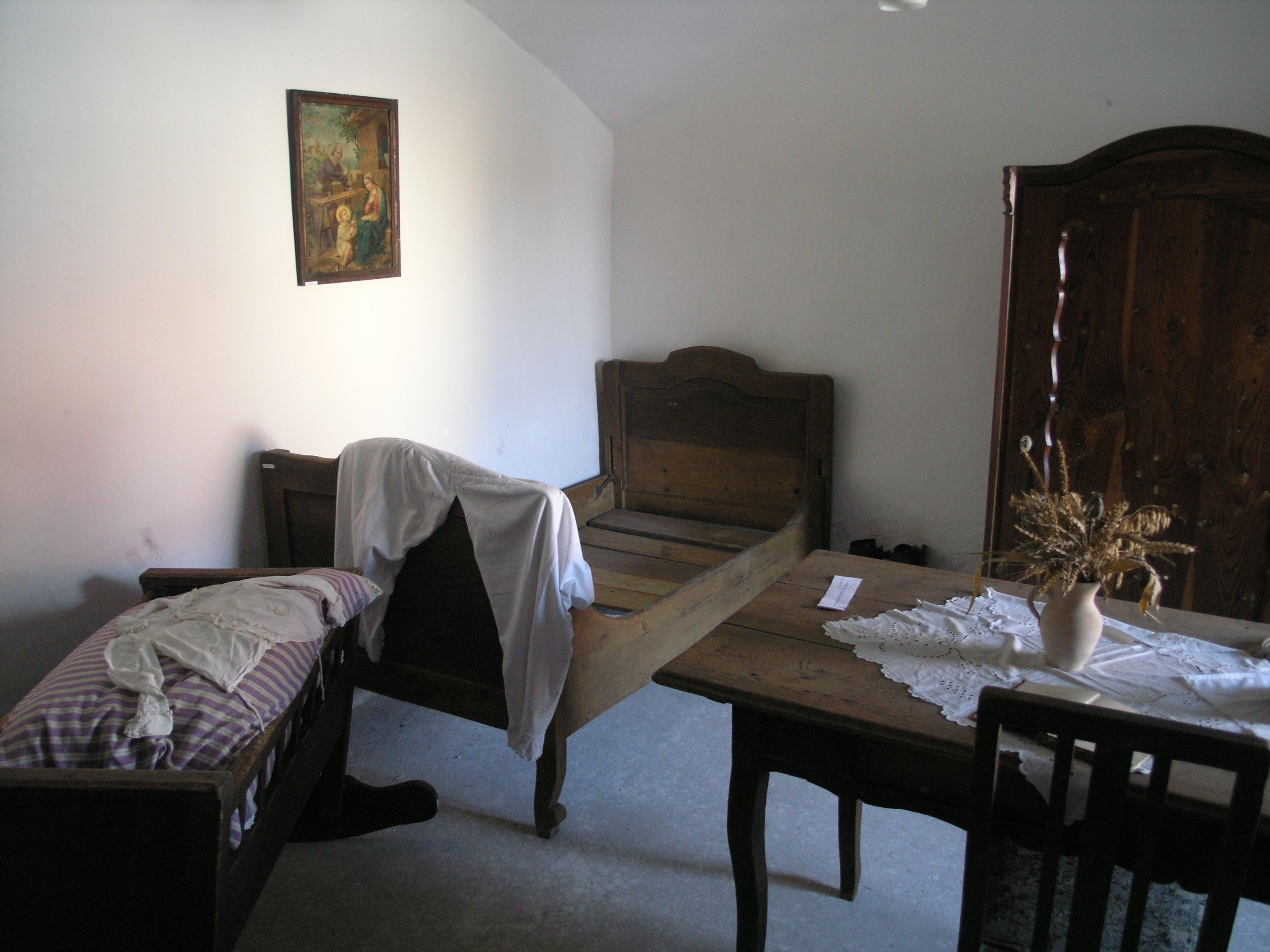
In het museum (2007)
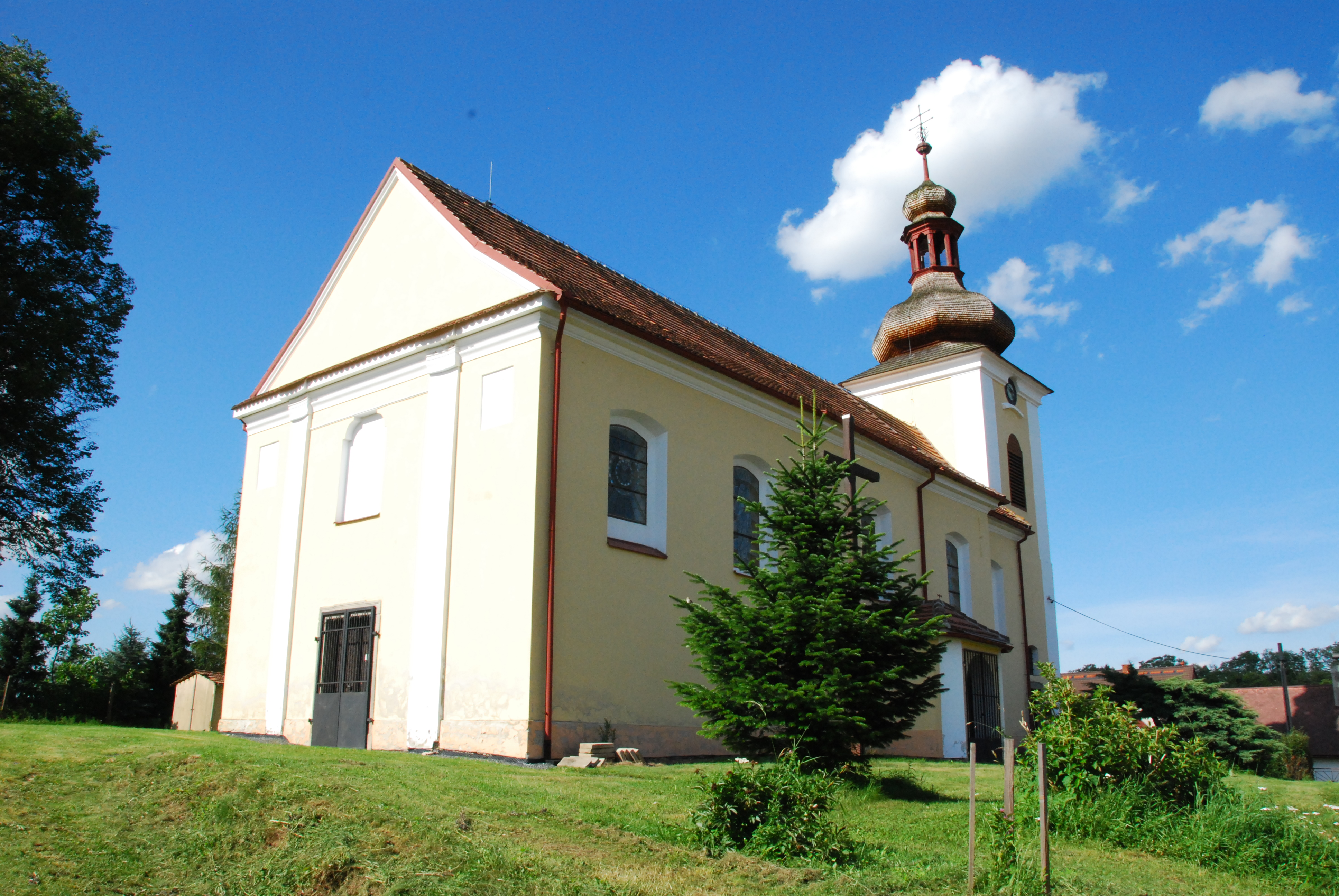
Sint-Martinuskerk (2009)
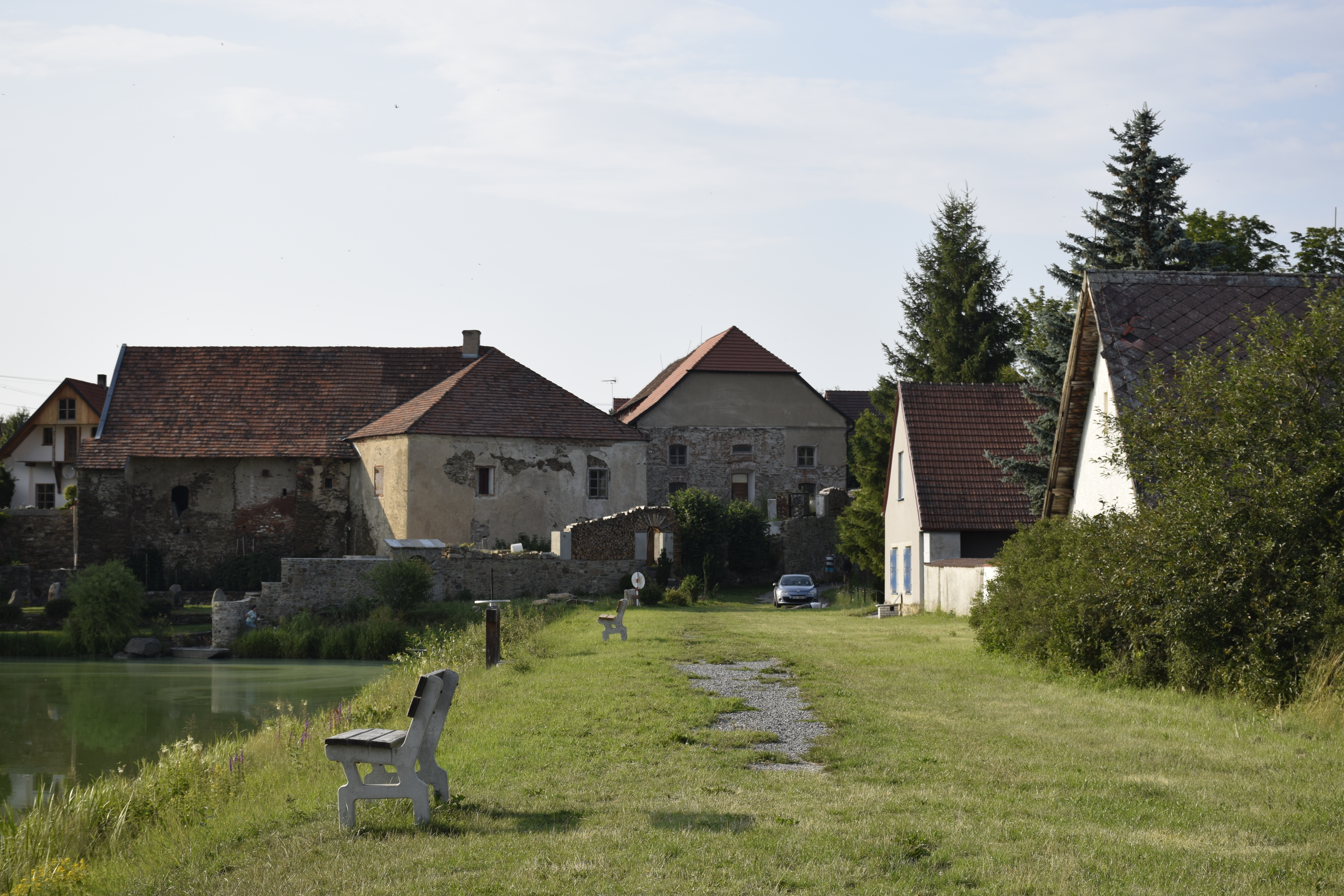
Bij een van de vijvers (2019)